# Olympus

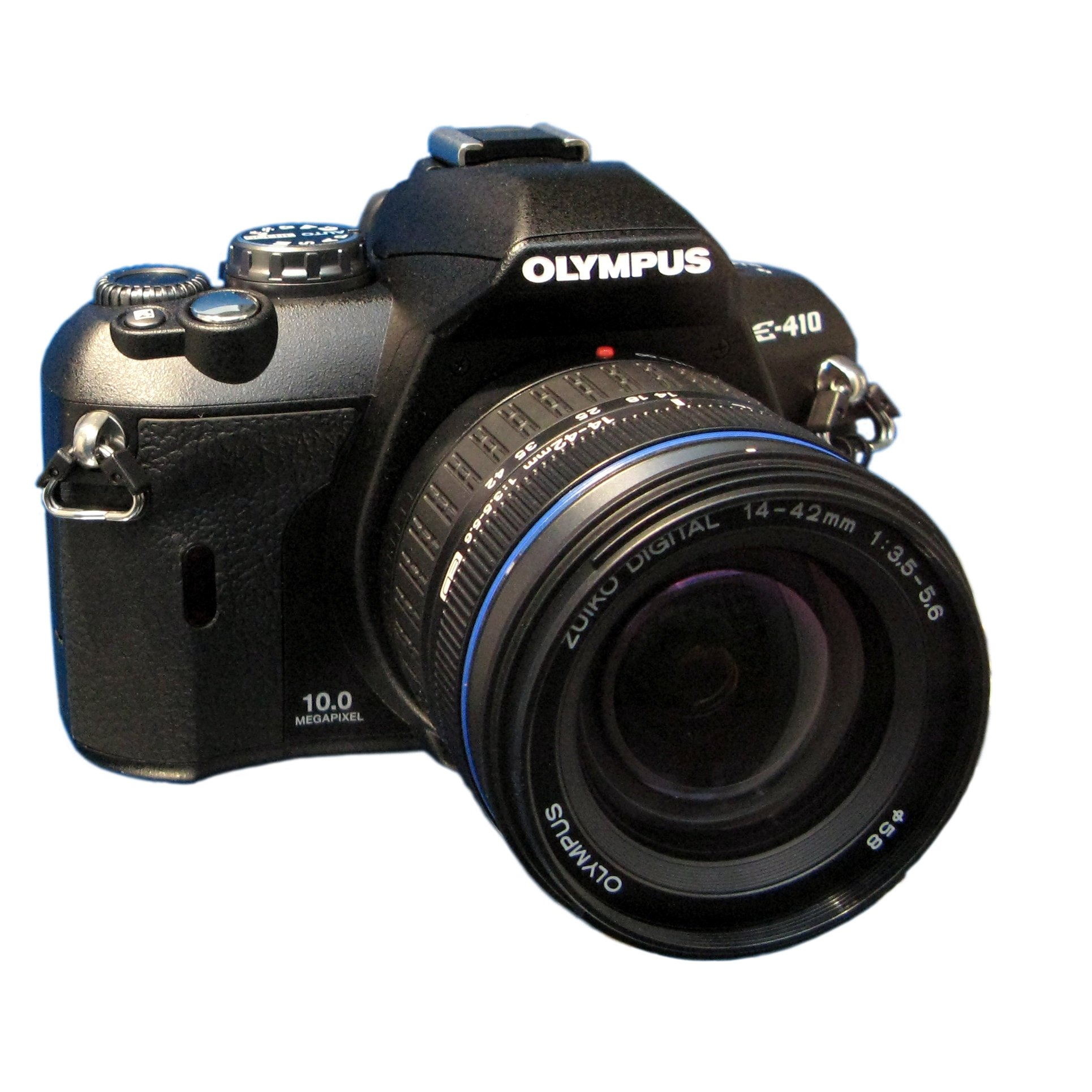
Olympus E410.

Olympus (japonsky: オリンパス株式会社, Orinpasu kabušiki gaiša) je japonská společnost specializující se na optiku a zobrazování. Olympus byl založen roku 1919 a jeho centrála je v Tokiu, v Japonsku. Americká centrála se nachází ve městě Allentown v Pensylvánii, evropská pak v Hamburku v Německu.
Společnost je pojmenována po hoře Olymp, domovu bohů v řecké mytologii.

## Historie

### Počátky
Nejstarším odvětvím firmy je výroba mikroskopů a teploměrů. Dodnes firma dodává velké množství zdravotnického vybavení a na trhu s gastrointestinálními endoskopy má firma majoritní podíl. Olympus vynalezl mikrokazetu, kterou používal v rozsáhle paletě diktafonů (dnes pochopitelně bez výjimky digitálních), je také autorem paměťové karty, která našla uplatnění ve fotoaparátech a diktafonech Olympus. Také jako první použil vestavěné ultrazvukové čištění čipu.

### Fotoaparáty PEN
Olympus má pověst tvůrce fotoaparátů průkopnického ražení a skvělého designu objektivů a optických soustav vůbec. První skutečně inovativní řadu fotoaparátů firmy Olympus tvořily modely PEN představené roku 1959. Tým návrhářů systému PEN pracoval pod vedením Jošihisy Maitaniho. Tyto fotoaparáty pracovaly s polovičním formátem filmu než byl tradiční 35mm. To těmto modelům umožňovalo být mnohem kompaktnější a přenosnější než většina jiných soudobých přístrojů. Použití "půlového" formátu znamenalo pořízení 72 snímků formátu 18x24 mm na standardní 36 snímkový film.

### Olympus OM
Maitani v roce 1972 se stejným návrhářským duchem stvořil Olympus OM system, 35mm profesionální systém SLR, jenž měl na rozdíl od PENu mít sílu soupeřit s profesionálními bestsellery Nikonu a Canonu. Systém OM předznamenal nový trend směrem ke kompaktnějším zrcadlovým fotoaparátům, jenž byly mnohem menší než konkurenční produkty a představovaly i různé inovace. Postupně systém obsahoval několik různých těl a přibližně 60 objektivů s kompletní řadou doplňků, zejména pro makrofotografii. Řada objektivů s názvem Zuiko na přední obrubě byla vyhlášená svojí kompaktností a zároveň vynikající optikou.
Nicméně Olympus se na rozdíl od konkurence postavil odmítavě k funkci automatického ostření, což jej nakonec dovedlo spíše ke statutu výrobce SLR fotoaparátů pro konzervativní fotografy zříkající se AF; prodej systému OM byl oficiálně ukončen r. 2003. Kompaktní fotoaparáty Olympus si přesto zachovaly svou velkou popularitu a i v současné době se těší jejich digitální nástupci oblibě.

### Standard 4/3

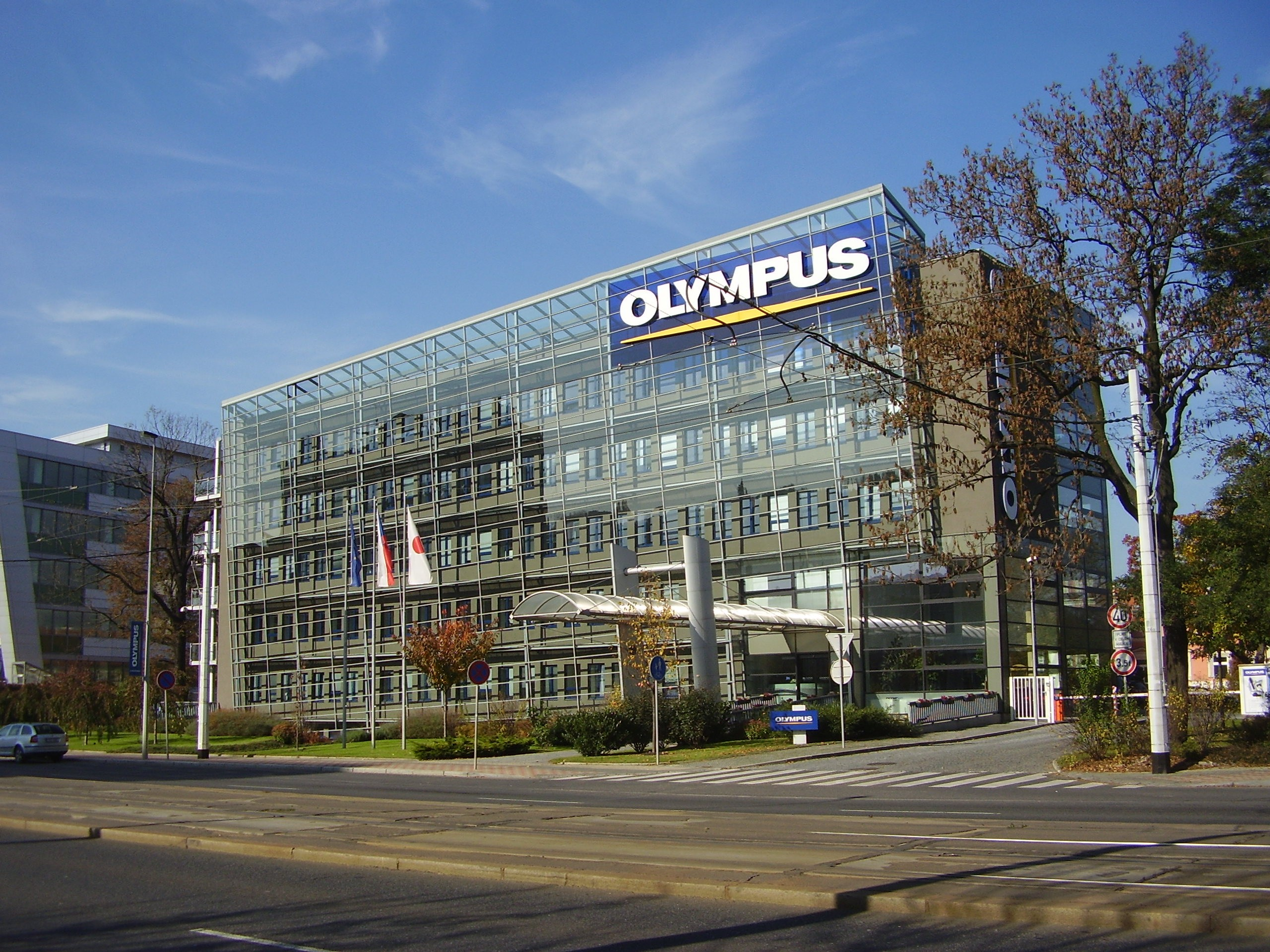
Centrála Olympusu v ČR na Evropské ulici

Olympus a Kodak v roce 2002 vytvořily standard 4/3 pro digitální jednooké zrcadlovky (DSLR) s poloviční úhlopříčkou oproti 35mm formátu a také s poměrem stran 4:3, což je poměr užívaný spíše u středoformátové fotografie 60x45 mm a také u většiny digitálních kompaktů. Olympus byl první značkou fotoaparátu, která implementovala funkci ultrazvukového čištění čipu. Fourthirds je název standardu, nicméně Olympus výrobky v tomto standardu označuje jako E-system, Panasonic Lumix apod. V minulosti vyrobil Olympus několik DSLR standardu 4/3, které používají objektivy Zuiko Digital (s označením "EZ", tj. E-system Zuiko). Další kompatibilní objektivy vyrábí Panasonic/Leica, Sigma, Samyang, Lensbaby a další.
Zatím posledním 4/3 fotoaparátem byl Olympus E-5, který byl uveden 14. září roku 2010.

### Standard m4/3
V září roku 2008 Olympus a Panasonic společně představily inovovaný standard Fourthirds bez zrcadlové komory nazvaný Micro FourThirds (m4/3). Prvním modelem nové řady se stal Panasonic Lumix G1. Zůstala velikost snímače, ale zmenšil se bajonet, který je svým lícem zhruba 20 mm od snímače, tedy cca o 20 mm blíže oproti původnímu Fourthirds. Díky těmto změnám jsou širokoúhlé objektivy pro tento standard znatelně menší. Objektivy s ohniskovou vzdáleností vyšší než 20 mm už velikostní výhodu nemají, přesto jsou oproti objektivům pro 35mm film poloviční. Velikost objektivů je dále umenšena softwareovou korekcí optických aberací, zejména geometrického zkreslení, která u série Fourthirds byla na vynikající úrovni potlačena už optickou konstrukcí.
Olympus i Panasonic postupně uvedly řadu těl Micro 4/3. Olympus těží z tradice a své typy označuje jako "PEN", postupně byly uvedeny: PEN E-P1, E-P2, E-PL1, E-PL1s, E-PL2, E-P3, E-PL3 a E-PM1. Všechny využívají 12Mpix CMOS z produkce Panasonicu. Panasonic vytvořil několik řad pro různé cílové skupiny: "G" (SLR-like řada s elektronickým hledáčkem; pro pokročilé uživatele) "GF" (kompaktní řada pro amatérské fotografy) "GH" (špičková řada zaměřená na videoprodukci) a posledně "GX" (poloprofesionální řada kompaktních rozměrů s tradičním ovládáním).
V roce 2011 postihl Olympus obří skandál, kdy bylo během šesti měsíců nově zvoleným prezidentem společnosti z firmy vyvedeno 6,25 miliard amerických dolarů.
Olympus v únoru 2012 vyvinul Olympus OM-D EM-5, který v jistém smyslu předčil mnohé 4/3 zrcadlovky, které vyráběl předtím. Navíc firma oznámila, že jí bylo firmami Sony a Fujifilm nabídnuto spojení produkce fotozařízení, a proto je v plánu snížení produkce a zaměření se na bezzrcadlové fotoaparáty s výměnnými objektivy.